# Nicolás Renán Aguilera Arroyo
 Nicolás Renán Aguilera Arroyo (ur. 9 maja 1972 w San Lorenzo) – boliwijski duchowny rzymskokatolicki, biskup diecezjalny Potosí od 2021.

## Życiorys

### Prezbiterat
Święcenia kapłańskie przyjął 8 grudnia 1999 roku i został inkardynowany do diecezji Tarija. Był m.in. delegatem biskupim ds. duszpasterstwa młodzieży, rektorem seminariów w Tariji i Cochabambie, a także wikariuszem generalnym diecezji.

### Episkopat
28 października 2020 roku papież Franciszek prekonizował go biskupem Potosí. Sakry udzielił mu 20 stycznia 2021 metropolita Sucre – arcybiskup Ricardo Ernesto Centellas Guzmán. 